# Liste der NASCAR-Rennstrecken

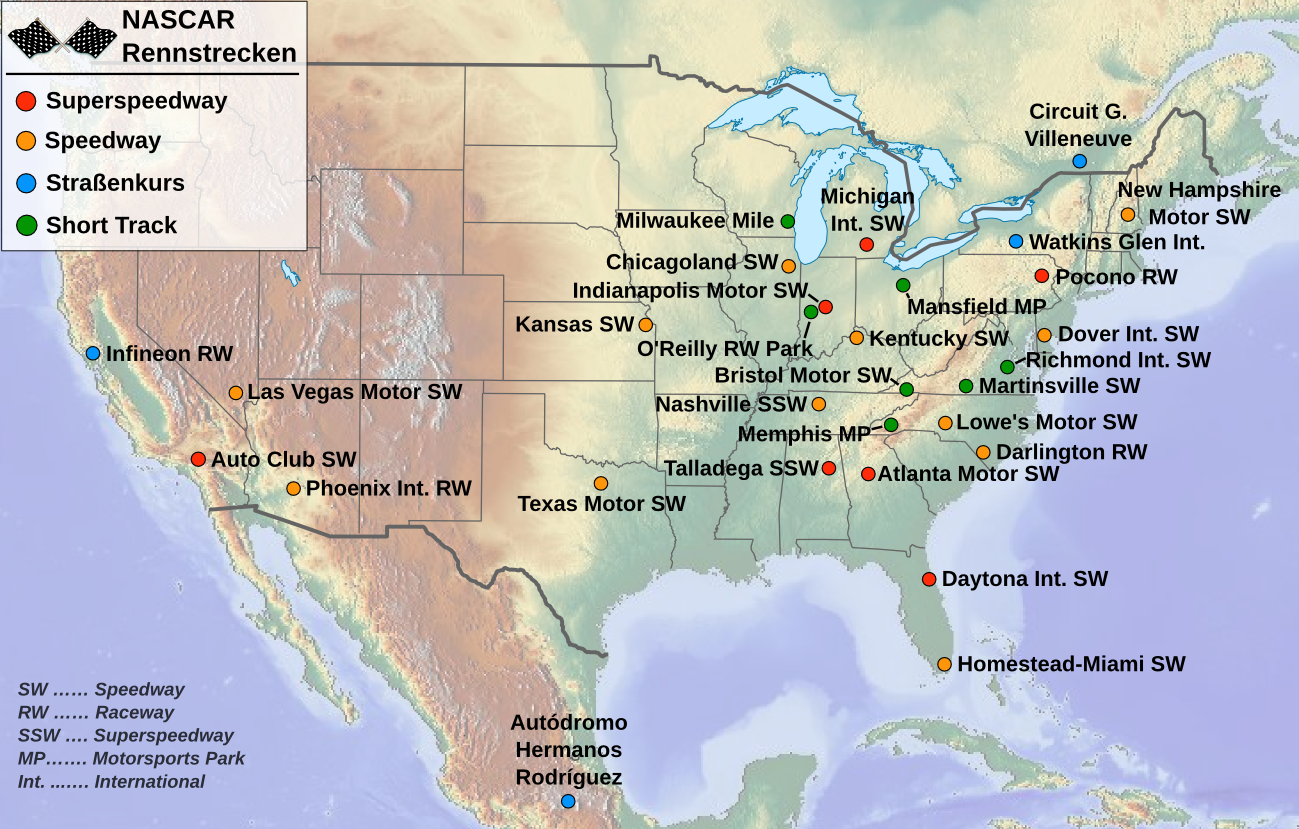
Lage der NASCAR-Rennstrecken in Nordamerika

Die Liste der NASCAR-Rennstrecken nennt alle Strecken, die seit dem ersten Rennen 1938 am Strand von Daytona je von der Cup Series, der Xfinity Series oder der Camping World Truck Series befahren wurden. Mit 0,526 Meilen (ca. 0,847 km) ist der Martinsville Speedway in Martinsville, Virginia die kürzeste aktuell befahrene Strecke der drei Top-Serien. Die Road America in Elkhart Lake, Wisconsin ist mit 4,048 Meilen (ca. 6,515 km) die längste Anlage. Mit 2,66 Meilen (ca. 4,28 km) ist der Talladega Superspeedway das größte Oval. Das längste Rennen ist das Coca-Cola 600 auf dem Charlotte Motor Speedway, das über eine Distanz von 600 Meilen (ca. 965,60 km) ausgetragen wird.

## Derzeit befahrene Kurse
| Rennstrecke                               | Typ           | Streckenlänge           | Standort       | Zuschauer- kapazität | Rennen |
| ----------------------------------------- | ------------- | ----------------------- | -------------- | -------------------- | --- |
| Atlanta Motor Speedway                    | Speedway      | 1,54 Meilen (2,48 km)   | Hampton        | 71.000–125.000       | Cup Series: - Ambetter Health 400 - Quaker State 400 presented by Walmart Xfinity Series: - Nalley Cars 250 - Alsco Uniforms 250 Camping World Truck Series: - Fr8Auctions 208                                                             |
| Bristol Motor Speedway                    | Short Track   | 0,533 Meilen (0,858 km) | Bristol        | 162.000              | Cup Series: - Food City Dirt Race - Bass Pro Shops NRA Night Race Xfinity Series: - Food City 300 Camping World Truck Series: - Pinty's Dirt Truck Race - UNOH 200 presented by Ohio Logistics                                             |
| Chicago Street Course                     | Stadtkurs     | 2,14 Meilen (3,44 km)   | Chicago        | 100.000              | Cup Series: - Grant Park 165 Xfinity Series: - The Loop 110 |
| Charlotte Motor Speedway                  | Speedway      | 1,5 Meilen (2,4 km)     | Concord        | 94.000–171.000       | Cup Series: - Coca-Cola 600 - Bank of America Roval 400 Xfinity Series: - BetMGM 300 - Drive for the Cure 250 presented by Blue Cross and Blue Shield of North Carolina Camping World Truck Series: - North Carolina Education Lottery 200 |
| Circuit of the Americas                   | Straßenkurs   | 3,426 Meilen (5,513 km) | Austin         | 120.000              | Cup Series: - EchoPark Texas Grand Prix Xfinity Series: - Pit Boss 250 Camping World Truck Series: - XPEL 225 |
| Darlington Raceway                        | Speedway      | 1,366 Meilen (2,198 km) | Darlington     | 47.000               | Cup Series: - Goodyear 400 - Cook Out Southern 500 Xfinity Series: - Steakhouse Elite 200 - Sport Clips Haircuts VFW 200 Camping World Truck Series: - Dead On Tools 200                                                                   |
| Daytona International Speedway            | Superspeedway | 2,5 Meilen (4,0 km)     | Daytona Beach  | 101.500–167.785      | Cup Series: - Bluegreen Vacations Duel - Daytona 500 - Coke Zero Sugar 400 Xfinity Series: - Beef. It's What's For Dinner. 300 - Wawa 250 Camping World Truck Series: - NextEra Energy 250                                                 |
| Dover Motor Speedway                      | Speedway      | 1 Meile (1,6 km)        | Dover          | 95.000               | Cup Series: - DuraMAX Drydene 400 presented by RelaDyne Xfinity Series: - Drydene 200 |
| Homestead-Miami Speedway                  | Speedway      | 1,5 Meilen (2,4 km)     | Homestead      | 46.000               | Cup Series: - Dixie Vodka 400 Xfinity Series: - Contender Boats 300 Camping World Truck Series: - Baptist Health 200 |
| Indianapolis Motor Speedway (Road Course) | Straßenkurs   | 2,439 Meilen (3,925 km) | Speedway       | 257.327–400.000      | Cup Series: - Verizon 200 Xfinity Series: - Pennzoil 150 |
| Kansas Speedway                           | Speedway      | 1,5 Meilen (2,4 km)     | Kansas City    | 48.000               | Cup Series: - Buschy McBusch Race 400 - Hollywood Casino 400 Xfinity Series: - Kansas Lottery 300 Camping World Truck Series: - WISE Power 200                                                                                             |
| Knoxville Raceway                         | Dirt Track    | 0,5 Meilen (0,8 km)     | Knoxville      | 21.135               | Camping World Truck Series: - Corn Belt 150 presented by Premier Chevy Dealers |
| Las Vegas Motor Speedway                  | Speedway      | 1,5 Meilen (2,4 km)     | Clark County   | 80.000               | Cup Series: - Pennzoil 400 presented by Jiffy Lube - South Point 400 Xfinity Series: - Alsco Uniforms 300 - Alsco Uniforms 302 Camping World Truck Series: - Victoria’s Voice Foundation 200 presented by Westgate Resorts                 |
| Los Angeles Memorial Coliseum             | Short Track   | 0,25 Meilen (0,4 km)    | Los Angeles    | 77.500               | Cup Series: - Busch Light Clash at The Coliseum |
| Lucas Oil Indianapolis Raceway Park       | Short Track   | 0,686 Meilen (1,104 km) | Brownsburg     | 25.000               | Camping World Truck Series: - TSport 200 |
| Martinsville Speedway                     | Short Track   | 0,526 Meilen (0,847 km) | Ridgeway       | 44.000–65.000        | Cup Series: - Blue-Emu Maximum Pain Relief 400 - Xfinity 500 Xfinity Series: - Call 811 Before You Dig 250 powered by Call811.com - Dead On Tools 250 Camping World Truck Series: - United Rentals 200                                     |
| Michigan International Speedway           | Superspeedway | 2 Meilen (3,2 km)       | Brooklyn       | 56.000–137.243       | Cup Series: - FireKeepers Casino 400 Xfinity Series: - New Holland 250 |
| Mid-Ohio Sports Car Course                | Straßenkurs   | 2,4 Meilen (3,9 km)     | Lexington      | 75.000               | Camping World Truck Series: - Mid-Ohio 150 |
| Nashville Superspeedway                   | Speedway      | 1,333 Meilen (2,145 km) | Lebanon        | 25.000               | Cup Series: - Ally 400 Xfinity Series: - Tennessee Lottery 250 Camping World Truck Series: - Rackley Roofing 200 |
| New Hampshire Motor Speedway              | Speedway      | 1,058 Meilen (1,703 km) | Loudon         | 76.000               | Cup Series: - Ambetter 301 Xfinity Series: - Ambetter Get Vaccinated 200 |
| North Wilkesboro Speedway                 | Speedway      | 0,625 Meilen (1,006 km) | Wilkes County  | 19.800               | Cup Series: - NASCAR All Star Race Camping World Truck Series: - Wright Brand 250 |
| Phoenix Raceway                           | Speedway      | 1 Meile (1,6 km)        | Avondale       | 42.000               | Cup Series: - Ruoff Mortgage 500 - NASCAR Cup Series Championship Race Xfinity Series: - United Rentals 200 - NASCAR Xfinity Series Championship Race Camping World Truck Series: - Lucas Oil 150                                          |
| Pocono Raceway                            | Superspeedway | 2,5 Meilen (4,0 km)     | Long Pond      | 76.812               | Cup Series: - Explore the Pocono Mountains 350 Xfinity Series: - Pocono Green 225 recycled by J.P. Mascaro & Sons Camping World Truck Series: - CRC Brakleen 150                                                                           |
| Portland International Raceway            | Straßenkurs   | 1,95 Meilen (3,138 km)  | Portland       | 30.000               | Xfinity Series: - Portland 147 |
| Richmond Raceway                          | Short Track   | 0,75 Meilen (1,21 km)   | Henrico County | 51.000               | Cup Series: - Toyota Owners 400 - Federated Auto Parts 400 Xfinity Series: - ToyotaCare 250 Camping World Truck Series: - ToyotaCare 250                                                                                                   |
| Road America                              | Straßenkurs   | 4,048 Meilen (6,515 km) | Elkhart Lake   | 50.000               | Cup Series: - Kwik Trip 250 presented by Jockey Made in America Xfinity Series: - Henry 180 |
| Sonoma Raceway                            | Straßenkurs   | 2,52 Meilen (4,05 km)   | Sonoma         | 47.000               | Cup Series: - Toyota/Save Mart 350 Camping World Truck Series: - TBA |
| Talladega Superspeedway                   | Superspeedway | 2,66 Meilen (4,28 km)   | Lincoln        | 80.000–175.000       | Cup Series: - GEICO 500 - YellaWood 500 Xfinity Series: - Ag-Pro 300 - Sparks 300 Camping World Truck Series: - Chevrolet Silverado 250 |
| Texas Motor Speedway                      | Speedway      | 1,5 Meilen (2,4 km)     | Fort Worth     | 181.655              | Cup Series: - NASCAR All-Star Open - NASCAR All-Star Race - Autotrader EchoPark Automotive 500 Xfinity Series: - Alsco Uniforms 250 - Andy's Frozen Custard 300 Camping World Truck Series: - SpeedyCash.com 220                           |
| Watkins Glen International                | Straßenkurs   | 2,454 Meilen (3,949 km) | Watkins Glen   | 38.900               | Cup Series: - Go Bowling at The Glen Xfinity Series: - Skrewball Peanut Butter Whiskey 200 at The Glen |
| World Wide Technology Raceway             | Speedway      | 1,25 Meilen (2,01 km)   | Madison        | 78.000               | Cup Series: - World Wide Technology 300 Camping World Truck Series: - Toyota 200 presented by CK Power |

## Ehemalige Kurse

### Cup Series (Dirt-Ovale)
| Rennstrecke                         | Streckenlänge und -typ                                    | Standort                                | Rennen | Saisons                       | Anmerkungen |
| ----------------------------------- | --------------------------------------------------------- | --------------------------------------- | --- | ----------------------------- | --- |
| Hamburg Speedway                    | 0,500 Meilen Dirttrack                                    | Hamburg, New York                       | | 1949–1950                     | Wird weiterhin als Rennstrecke genutzt.                                                                                          |
| Vernon Fairgrounds                  | 0,500 Meilen Dirttrack                                    | Vernon, New York                        | | 1950                          | Geschlossen: circa 1951; hat halbjährlich als Pferderennbahn geöffnet.                                                           |
| Winchester Speedway                 | 0,500 Meilen oiled oval                                   | Winchester, Indiana                     | | 1950                          | Wurde 1951 asphaltiert; wird für kleinere Rennveranstaltungen genutzt.                                                           |
| Bainbridge Fairgrounds              | 1,000 Meile Dirttrack                                     | Bainbridge, Ohio                        | | 1951                          | Autorennen 1951 eingestellt; später zur Pferderennbahn umfunktioniert.                                                           |
| Columbus Speedway                   | 0,500 Meilen Dirttrack                                    | Columbus, Georgia                       | | 1951                          | Geschlossen: 1950er. |
| Lakeview Speedway                   | 0,750 Meilen Dirttrack                                    | Mobile, Alabama                         | | 1951                          | Geschlossen: 1953. |
| Pine Grove Speedway                 | 0,500 Meilen Dirttrack                                    | Shippenville, Pennsylvania              | | 1951                          | Geschlossen: 1960er. |
| Canfield Fairgrounds                | 0,500 Meilen Dirttrack                                    | Canfield, Ohio                          | Poor Man’s 500 (1950–1952) | 1950–1952                     | Geschlossen: 1973. |
| Ft. Miami Speedway                  | 0,500 Meilen Dirttrack                                    | Toledo, Ohio                            | | 1951–1952                     | 1957 auf 0,375 Meilen gekürzt; 1958 geschlossen.                                                                                 |
| Michigan State Fairgrounds          | 1,000 Meile Dirttrack                                     | Detroit, Michigan                       | Motor City 250 (1951–1952) | 1951–1952                     | Wird weiterhin als Rennstrecke genutzt. War zwischenzeitlich ein Parkplatz.                                                      |
| Hayloft Speedway                    | 0,500 Meilen Dirttrack                                    | Augusta, Georgia                        | | 1952                          | Geschlossen: 1955; In den 1980ern wurde die Strecke neu erbaut.                                                                  |
| Monroe Speedway                     | 0,500 Meilen Dirttrack                                    | Monroe, Michigan                        | | 1952                          | Geschlossen: circa 1954. |
| Playland Park Speedway              | 0,500 Meilen Dirttrack                                    | South Bend, Indiana                     | | 1952                          | Standort war im Playland Park; Geschlossen: 1956.                                                                                |
| Stamford Park                       | 0,500 Meilen Dirttrack                                    | Niagara Falls, Ontario                  | | 1952                          | Geschlossen: 1953. |
| Bloomsburg Fairgrounds              | 0,500 Meilen Dirttrack                                    | Bloomsburg (Pennsylvania), Pennsylvania | | 1953                          | Geschlossen: 1980er. |
| Davenport Speedway                  | 0,500 Meilen Dirttrack                                    | Davenport, Iowa                         | | 1953                          | Wird weiterhin als Rennstrecke genutzt.                                                                                          |
| Five Flags Speedway                 | 0,500 Meilen Dirttrack                                    | Pensacola, Florida                      | | 1953                          | Wird weiterhin als Rennstrecke genutzt.                                                                                          |
| Harnett Speedway                    | 0,500 Meilen Dirttrack                                    | Spring Lake, North Carolina             | | 1953                          | Geschlossen: Circa 1970 |
| Lincoln City Fairgrounds            | 0,500 Meilen Dirttrack                                    | North Platte, Nebraska                  | | 1953                          | Wird weiterhin als Rennstrecke genutzt.                                                                                          |
| Louisiana Fairgrounds               | 0,500 Meilen Dirttrack                                    | Shreveport, Louisiana                   | | 1953                          | Geschlossen 1980; wird für kleinere Rennveranstaltungen genutzt.                                                                 |
| Powell Motor Speedway               | 0,500 Meilen Dirttrack                                    | Columbus, Ohio                          | | 1953                          | Geschlossen: 1959; bis 1965 als kleinere Rennstrecke aktiv.                                                                      |
| Princess Anne Speedway              | 0,500 Meilen Dirttrack                                    | Norfolk, Virginia                       | | 1953                          | Geschlossen: 1954; jetzt ein Einkaufszentrum.                                                                                    |
| Rapid Valley Speedway               | 0,500 Meilen Dirttrack                                    | Rapid City, South Dakota                | | 1953                          | Wird weiterhin als Rennstrecke genutzt.                                                                                          |
| Central City Speedway               | 0,500 Meilen Dirttrack                                    | Macon, Georgia                          | | 1951–1954                     | Geschlossen: 1956. |
| Carrell Speedway                    | 0,500 Meilen Dirttrack                                    | Gardena, Kalifornien                    | | 1951 1954                     | Geschlossen: circa 1954; musste der California State Route 91 weichen.                                                           |
| Grand River Speedrome               | 0,500 Meilen Dirttrack                                    | Grand Rapids, Michigan                  | | 1951 1954                     | Geschlossen: 1966; musste der U.S. Route 131 weichen.                                                                            |
| Corbin Speedway                     | 0,500 Meilen Dirttrack                                    | Corbin, Kentucky                        | | 1954                          | Geschlossen: 1960er vorübergehend geschlossen und wiedereröffnet.                                                                |
| Santa Fe Speedway                   | 0,500 Meilen Dirttrack                                    | Willow Springs, Illinois                | | 1954                          | Geschlossen: 1995. |
| Sharon Speedway                     | 0,500 Meilen Dirttrack                                    | Hartford, Ohio                          | | 1954                          | Wird weiterhin als Rennstrecke genutzt.                                                                                          |
| Williams Grove Speedway             | 0,500 Meilen Dirttrack                                    | Mechanicsburg, Pennsylvania             | | 1954                          | Wird weiterhin als Rennstrecke genutzt.                                                                                          |
| Morristown Speedway                 | 0,500 Meilen Dirttrack                                    | Morristown, New Jersey                  | | 1951–1955                     | Geschlossen: 1955. |
| Altamont-Schenectady Fairgrounds    | 0,500 Meilen Dirttrack                                    | Altamont, New York                      | | 1951 1955                     | Geschlossen: 1955. |
| Tri-City Speedway                   | 0,500 Meilen Dirttrack                                    | High Point, North Carolina              | | 1953 1955                     | Geschlossen: 1960er. |
| Oglethorpe Speedway Park            | 0,500 Meilen Dirttrack                                    | Pooler, Georgia                         | | 1954–1955                     | Wird weiterhin als Rennstrecke genutzt.                                                                                          |
| Airborne Speedway                   | 0,500 Meilen Dirttrack                                    | Plattsburgh, New York                   | | 1955                          | 1961 asphaltiert; wird für kleinere Rennveranstaltungen genutzt.                                                                 |
| Forsyth County Fairgrounds          | 0,500 Meilen Dirttrack                                    | Winston-Salem, North Carolina           | | 1955                          | Autorennen wurden 1963 eingestellt.                                                                                              |
| Las Vegas Park Speedway             | 1,000 Meile Dirttrack                                     | Las Vegas, Nevada                       | | 1955                          | Wurde abgerissen und der Standort für ein Hilton Hotel genutzt.                                                                  |
| Tucson Rodeo Grounds                | 0,500 Meilen Dirttrack                                    | Tucson, Arizona                         | | 1955                          | Geschlossen: 1955; Wird für kleinere Rennveranstaltungen genutzt.                                                                |
| Charlotte Speedway                  | 0,750 Meilen Dirttrack                                    | Charlotte, North Carolina               | | 1949–1956                     | Geschlossen: circa 1956. |
| Bay Meadows Racetrack               | 1,000 Meile Dirttrack                                     | San Mateo, Kalifornien                  | | 1954–1956                     | Ist wieder als Pferderennbahn eröffnet worden.                                                                                   |
| Chisholm Speedway                   | 0,500 Meilen Dirttrack                                    | Montgomery, Alabama                     | | 1956                          | Geschlossen: 1956 |
| Merced Speedway                     | 0,500 Meilen Dirttrack                                    | Merced, Kalifornien                     | | 1956                          | Liegt im Merced County Fairgrounds; 1991 zu einem 0,375-Meilen-Oval wiedererbaut; Wird für kleinere Rennveranstaltungen genutzt. |
| Oklahoma State Fairgrounds          | 0,500 Meilen Dirttrack                                    | Oklahoma City, Oklahoma                 | | 1956                          | Wird weiterhin als Rennstrecke genutzt.                                                                                          |
| Soldier Field                       | 0,500 Meilen cinder oval                                  | Chicago, Illinois                       | | 1956                          | Wird als Stadion der Chicago Bears aus der NFL verwendet; die Rennstrecke ist 1970 umgezogen.                                    |
| Langhorne Speedway                  | 1,000 Meile Dirttrack                                     | Langhorne, Pennsylvania                 | | 1949–1957                     | Geschlossen: 1971 und den Standort für ein Einkaufszentrum genutzt.                                                              |
| Memphis-Arkansas Speedway           | 1,500 Meilen Dirttrack                                    | Lehi, Arkansas                          | Mid-South 250 (1954–1955) | 1954–1957                     | Musste einem Highway weichen. |
| New York State Fairgrounds          | 1,000 Meile Dirttrack                                     | Syracuse, New York                      | | 1955–1957                     | 2016 abgerissen, für ein Einkaufszentrum überbaut.                                                                               |
| Coastal Speedway                    | 0,500 Meilen Dirttrack                                    | Myrtle Beach, South Carolina            | | 1956–1957                     | |
| Norfolk Speedway                    | 0,400 Meilen Dirttrack                                    | Norfolk, Virginia                       | | 1956–1957                     | Geschlossen: 1957. |
| Redwood Acres Raceway               | 0,625 Meilen Dirttrack                                    | Eureka, Kalifornien                     | | 1956–1957                     | Wird weiterhin als Rennstrecke genutzt.                                                                                          |
| Tennessee-Carolina Speedway         | 0,500 Meilen Dirttrack                                    | Newport, Tennessee                      | | 1956–1957                     | Geschlossen: 1967. |
| Lancaster Speedway                  | 0,500 Meilen Dirttrack                                    | Lancaster, South Carolina               | | 1957                          | Wird weiterhin als Rennstrecke genutzt.                                                                                          |
| Newberry Speedway                   | 0,500 Meilen Dirttrack                                    | Newberry, South Carolina                | | 1957                          | Geschlossen: 1979. |
| Santa Clara County Fairgrounds      | 0,500 Meilen Dirttrack                                    | San José, Kalifornien                   | | 1957                          | Geschlossen: 1990; als 0,333-Meilen-Dirttrack 1991 wiedereröffnet; Wird für kleinere Rennveranstaltungen genutzt.                |
| West Capital Raceway                | 0,500 Meilen Dirttrack                                    | Sacramento, Kalifornien                 | | 1957                          | Geschlossen: 1980; der Platz wird von einem Denkmal eingenommen.                                                                 |
| Monroe County Fairgrounds           | 0,500 Meilen Dirttrack                                    | Rochester, New York                     | | 1950–1956 1958                | Geschlossen: circa 1962; wurde kurz 1981 wiedereröffnet.                                                                         |
| Greensboro Agricultural Fairgrounds | 0,333 Meilen Dirttrack                                    | Greensboro, North Carolina              | | 1957–1958                     | |
| Buffalo Civic Stadium               | 0,250 Meilen cinder oval                                  | Buffalo, New York                       | | 1958                          | Zwischenzeitlich Anlage für die Buffalo Bills der AFL; 1988 abgerissen worden.                                                   |
| Gastonia Fairgrounds                | 0,333 Meilen Dirttrack                                    | Gastonia, North Carolina                | | 1958                          | Geschlossen: 1980er. |
| New Bradford Speedway               | 0,333 Meilen Dirttrack                                    | Bradford, Pennsylvania                  | | 1958                          | Wird weiterhin als Rennstrecke genutzt.                                                                                          |
| Salisbury Superspeedway             | 0,625 Meilen Dirttrack                                    | Salisbury, North Carolina               | | 1958                          | Geschlossen: 1961. |
| State Line Speedway                 | 0,333 Meilen Dirttrack                                    | Busti, New York                         | | 1958                          | Wird weiterhin als Rennstrecke genutzt.                                                                                          |
| Lakewood Speedway                   | 1,000 Meile Dirttrack                                     | Atlanta, Georgia                        | | 1951–1954 1956 1958–1959      | Geschlossen: 1960; ausgewählte Veranstaltungen wurden bis 1979 abgehalten; jetzt Lakewood Park Atlanta.                          |
| Reading Fairgrounds                 | 0,500 Meilen Dirttrack                                    | Reading, Pennsylvania                   | | 1958–1959                     | Geschlossen: 1979. |
| Heidelberg Raceway                  | 0,250 Meilen Dirttrack                                    | Pittsburgh, Pennsylvania                | | 1949 1951 1959–1960           | Geschlossen: 1973. |
| Wilson Speedway                     | 0,500 Meilen Dirttrack                                    | Wilson, North Carolina                  | | 1951–1954 1956–1960           | Geschlossen: 1989. |
| Arizona State Fairgrounds           | 1,000 Meile Dirttrack                                     | Phoenix, Arizona                        | Copper Cup Championship (1960) | 1951 1955–1956 1960           | Geschlossen: 1963; 1985 als 0,125-Meilen-Dirttrack wiedereröffnet, wurde jedoch wieder geschlossen.                              |
| Gamecock Speedway                   | 0,250 Meilen Dirttrack                                    | Sumter, South Carolina                  | | 1960                          | Geschlossen: 1984; 1987 wiedereröffnet; 1993 erneut geschlossen.                                                                 |
| Southern States Fairgrounds         | 0,500 Meilen Dirttrack                                    | Charlotte, North Carolina               | | 1954–1961                     | Geschlossen: 1960. |
| Kalifornien State Fairgrounds       | 1,000 Meile Dirttrack                                     | Sacramento, Kalifornien                 | | 1956–1961                     | Geschlossen: 1970 als das benachbarte Messegelände umgezogen ist; ist jetzt Standort für ein Einkaufszentrum.                    |
| Ascot Stadium                       | 0,400 Meilen Dirttrack                                    | Los Angeles, Kalifornien                | | 1957 1959 1961                | Geschlossen: 1990; ist jetzt ein Gewerbegebiet.                                                                                  |
| Hartsville Speedway                 | 0,333 Meilen Dirttrack                                    | Hartsville, South Carolina              | | 1961                          | Geschlossen: circa 1962. |
| Tar Heel Speedway                   | 0,250 Meilen Dirttrack                                    | Randleman, North Carolina               | Turkey Day 200 (1963) | 1963                          | Geschlossen: circa 1967; ein letztes Rennen im Jahre 1975.                                                                       |
| Jacksonville Speedway Park          | 0,500 Meilen Dirttrack                                    | Jacksonville, Florida                   | | 1951–1952 1954–1955 1961 1964 | Geschlossen: 1973. |
| Concord Speedway                    | 0,500 Meilen Dirttrack                                    | Concord, North Carolina                 | Lee Kirby Memorial (1959) Textile 250 (1964)                                                                                      | 1956–1959 1962 1964           | Geschlossen: 1978; 1979 wiedereröffnet.                                                                                          |
| Jacksonville Speedway               | 0,500 Meilen Dirttrack                                    | Jacksonville, North Carolina            | | 1957 1964                     | Geschlossen: 1964. |
| Lincoln Speedway                    | 0,500 Meilen Dirttrack                                    | New Oxford, Pennsylvania                | Pennsylvania 200 Classic (1964–1965)                                                                                              | 1955–1958 1964–1965           | Wird weiterhin als Rennstrecke genutzt.                                                                                          |
| Cleveland County Fairgrounds        | 0,500 Meilen Dirttrack                                    | Shelby, North Carolina                  | | 1956–1957 1965                | |
| Rambi Race Track                    | 0,500 Meilen Dirttrack                                    | Myrtle Beach, South Carolina            | | 1958–1965                     | Wird weiterhin als Rennstrecke genutzt.                                                                                          |
| Valdosta 75 Speedway                | 0,500 Meilen Dirttrack                                    | Valdosta, Georgia                       | | 1962 1964–1965                | Geschlossen: 1966. |
| Piedmont Interstate Fairgrounds     | 0,500 Meilen Dirttrack                                    | Spartanburg, South Carolina             | | 1953–1966                     | Geschlossen: 1986. |
| Hickory Speedway                    | 0,362 Meilen Dirttrack                                    | Hickory, North Carolina                 | Buddy Shuman Memorial (1956) Buddy Shuman Memorial (1960–1971) Hickory 250 (1962–1967) Hickory 250 (1969) Hickory 276 (1970–1971) | 1953–1971                     | Wird weiterhin als Rennstrecke genutzt.                                                                                          |
| Starlite Speedway                   | 0,500 Meilen Dirttrack                                    | Monroe, North Carolina                  | | 1966                          | Geschlossen: 1973. |
| Birmingham International Raceway    | 0,500 Meilen Dirttrack (Rennstrecke auf losem Untergrund) | Birmingham, Alabama                     | Birmingham 200 (1965) | 1958 1961 1963–1965 1967–1968 | Wird weiterhin als Rennstrecke genutzt.                                                                                          |
| Occoneechee Speedway                | 0,900 Meilen Dirttrack                                    | Hillsborough, North Carolina            | Joe Weatherly Memorial 150 (1964) Joe Weatherly Memorial 150 (1966) Hillsborough 150 (1967–1968)                                  | 1949–1968                     | Geschlossen: 1968. |
| Asheville-Weaverville Speedway      | 0,500 Meilen Dirttrack                                    | Weaverville, North Carolina             | Western North Carolina 500 (1958–1969) Fireball 300 (1966–1969)                                                                   | 1951–1969                     | Geschlossen: 1970. |
| Montgomery Motor Speedway           | 0,500 Meilen Dirttrack                                    | Montgomery, Alabama                     | Alabama 200 (1969) | 1955–1956 1967–1969           | Wiederaufnahme in den Rennkalender kleinerer Serien geplant.                                                                     |
| North Carolina State Fairgrounds    | 0,500 Meilen Dirttrack                                    | Raleigh, North Carolina                 | North State 200 (1969) Home State 200 (1970)                                                                                      | 1955 1969–1970                | Geschlossen: 1970. |

### Cup Series (asphaltiert)
| Rennstrecke                                   | Streckenlänge und -typ                    | Standort                         | Rennen | Saisons                             | Anmerkungen |
| --------------------------------------------- | ----------------------------------------- | -------------------------------- | --- | ----------------------------------- | --- |
| Dayton Speedway                               | 0,500 Meilen Oval                         | Dayton, Ohio                     | | 1950–1952                           | Geschlossen: 1982 und als Mülldeponie genutzt. |
| Shangri-La Speedway                           | 0,500 Meilen Oval                         | Owego, New York                  | | 1952                                | Geschlossen: 2005. |
| Oakland Speedway                              | 0,625 Meilen Oval                         | San Leandro, Kalifornien         | | 1951 1954                           | Geraden waren asphaltiert, Kurven waren Schotterpiste; 1955 geschlossen und als Standort für das Bayfair Center genutzt.                                                   |
| Linden Airport                                | 2,000 Meilen Straßenkurs                  | Linden, New Jersey               | | 1954                                | Autorennen wurden 1955 eingestellt. |
| Palm Beach Speedway                           | 0,500 Meilen Oval                         | Palm Beach, Florida              | | 1952–1956                           | Ehemals ein Dirttrack; 1955 asphaltiert; 1984 abgerissen. |
| Road America                                  | 4,100 Meilen Straßenkurs                  | Elkhart Lake, Wisconsin          | | 1956                                | Wird weiterhin als Rennstrecke genutzt. |
| Portland Speedway                             | 0,500 Meilen Oval                         | Portland, Oregon                 | | 1956–1957                           | Wird weiterhin als Rennstrecke genutzt. |
| Willow Springs International Motorsports Park | 2,500 Meilen Straßenkurs                  | Lancaster, Kalifornien           | | 1956–1957                           | Unter der NASCAR eine Schotterpiste, später asphaltiert; Wird für kleinere Rennveranstaltungen genutzt.                                                                    |
| Bremerton Raceway                             | 0,900 Meilen Oval                         | Bremerton, Washington            | | 1957                                | Rennsport 1958 eingestellt. |
| Titusville-Cocoa Speedway                     | 1,600 Meilen Straßenkurs                  | Titusville, Florida              | | 1957                                | |
| Daytona Beach Road Course                     | 4,170 Meilen Straßenkurs                  | Daytona Beach, Florida           | | 1949–1958                           | Eine Streckenhälfte war Strand, die andere die Florida State Road A1A. |
| Raleigh Speedway                              | 1,000 Meile Oval                          | Raleigh, North Carolina          | Raleigh 250 (1956–1958) | 1953–1958                           | Geschlossen: 1958. |
| Canadian National Exhibition Stadium          | 0,333 Meilen Oval                         | Toronto, Ontario                 | | 1958                                | Geschlossen: 1966. Als Stadion 1989 geschlossen, dann 1999 abgerissen und als Standort für das BMO Field genutzt.                                                          |
| McCormick Field                               | 0,250 Meilen Oval                         | Asheville, North Carolina        | | 1958                                | 1959 geschlossen, war es fortan der Trainingsplatz der Asheville Tourists, einem Baseball-Team.                                                                            |
| Wall Stadium                                  | 0,333 Meilen Oval                         | Belmar, New Jersey               | | 1958                                | Geschlossen: 2008. |
| Champion Speedway                             | 0,333 Meilen Oval                         | Fayetteville, North Carolina     | | 1958–1959                           | Geschlossen: 1959. |
| Dixie Speedway                                | 0,250 Meilen Oval                         | Birmingham, Alabama              | | 1960                                | Geschlossen: 1974 |
| Montgomery Air Base                           | 2,000 Meilen Straßenkurs                  | Montgomery, New York             | Empire State 200 (1960) | 1960                                | Autorennen wurden 1960 eingestellt |
| Marchbanks Speedway                           | 1,400 Meilen Oval                         | Hanford, Kalifornien             | Kalifornien 250 (1960) | 1951 1960–1961                      | Früher ein 0,500-Meilen-Dirttrack; 1,400-Meilen-Kurs wurde 1960 erbaut; 1984 abgerissen.                                                                                   |
| Norwood Arena                                 | 0,250 Meilen Oval                         | Norwood, Massachusetts           | Yankee 500 (1961) | 1961                                | Geschlossen: 1972; wurde ein Gewerbegebiet. |
| Huntsville Speedway                           | 0,250 Meilen Oval                         | Huntsville, Alabama              | | 1962                                | Wird weiterhin als Rennstrecke genutzt. |
| Southside Speedway                            | 0,333 Meilen Oval                         | Richmond, Virginia               | | 1961–1963                           | Wird weiterhin als Rennstrecke genutzt. |
| Golden Gate Speedway                          | 0,333 Meilen Oval                         | Tampa, Florida                   | | 1963                                | Geschlossen: 1978; 1981 wiedereröffnet; 1984 erneut geschlossen. |
| Starkey Speedway                              | 0,250 Meilen Oval                         | Roanoke, Virginia                | | 1958 1961–1962 1964                 | Geschlossen: 1966. |
| Boyd Speedway                                 | 0,333 Meilen Oval                         | Chattanooga, Tennessee           | Confederate 200 (1962) Confederate 200 (1964) | 1962 1964                           | Wird weiterhin als Rennstrecke genutzt. |
| Old Bridge Stadium                            | 0,500 Meilen Oval                         | Old Bridge, New Jersey           | Fireball Roberts 200 (1964) Old Bridge 200 (1965) | 1956–1958 1963–1965                 | Geschlossen: 1968. |
| Harris Speedway                               | 0,333 Meilen Oval                         | Harris, North Carolina           | | 1964–1965                           | Wird weiterhin als Rennstrecke genutzt. |
| Old Dominion Speedway                         | 0,333 Meilen Oval                         | Manassas, Virginia               | Old Dominion 400 (1964) | 1958 1963–1966                      | Wird weiterhin als Rennstrecke genutzt. |
| Bridgehampton Race Circuit                    | 2,850 Meilen Straßenkurs                  | Bridgehampton, New York          | | 1958 1963–1964 1966                 | Wird weiterhin als Rennstrecke genutzt. |
| Dog Track Speedway                            | 0,333 Meilen Oval                         | Moyock, North Carolina           | Moyock 300 (1964–1965) Tidewater 300 (1965) | 1962–1966                           | Ehemals ein 0,250-Meilen-Dirttrack; wurde 1964 asphaltiert und verlängert.                                                                                                 |
| Fonda Speedway                                | 0,500 Meilen Oval                         | Fonda, New York                  | Fonda 200 (1968) | 1955 1966–1968                      | Wird weiterhin als Rennstrecke genutzt. |
| Oxford Plains Speedway                        | 0,333 Meilen Oval                         | Oxford, Maine                    | Maine 300 (1967–1968) | 1966–1968                           | Wird weiterhin als Rennstrecke genutzt. |
| Augusta International Raceway                 | 0,500 Meilen Oval 3000 Meilen Straßenkurs | Augusta, Georgia                 | Jaycee 300 (1964) Georgia Cracker 300 (1966) Augusta 300 (1967) Dixie 250 (1968) Augusta 200 (1968) Cracker 200 (1969) | 1962–1969 (Oval) 1964 (Straßenkurs) | Ehemals ein Dirttrack, wurde 1964 asphaltiert; Straßenkurs seit 1963 leer stehend; die gesamte Anlage wurde 1970 geschlossen und zum Diamond Lakes Regional Park umgebaut. |
| Peach State Speedway                          | 0,500 Meilen Oval                         | Jefferson, Georgia               | Peach State 200 (1968) Jeffco 200 (1969) | 1968–1969                           | Wird weiterhin als Rennstrecke genutzt. |
| Thompson International Speedway               | 0,500 Meilen Oval                         | Thompson, Connecticut            | Thompson Speedway 200 (1969–1970) | 1951 1969–1970                      | Wird weiterhin als Rennstrecke genutzt. |
| Savannah Speedway                             | 0,500 Meilen Oval                         | Savannah, Georgia                | St. Patrick’s Day 200 (1962) Sunshine 200 (1964) Savannah 200 (1964) Savannah 200 (1970) | 1962–1964 1967 1969–1970            | Ehemals Dirttrack; 1969 asphaltiert; 1981 geschlossen; wurde wiedereröffnet und 2004 zum zweiten Mal geschlossen                                                           |
| Langley Speedway                              | 0,395 Meilen Oval                         | Hampton, Virginia                | Tidewater 250 (1964–1968) Crabber 250 (1968) Tidewater 375 (1969) Tidewater 300 (1970) | 1964–1970                           | Ehemals Schotterstrecke; 1968 asphaltiert; wird für kleinere Rennveranstaltungen genutzt.                                                                                  |
| Beltsville Speedway                           | 0,500 Meilen Oval                         | Laurel, Maryland                 | Beltsville 200 (1966–1967) Maryland 200 (1966) Beltsville 300 (1968–1970) Maryland 300 (1967–1969) | 1965–1970                           | Geschlossen: 1978; ist jetzt Standort für das Capitol College. |
| Columbia Speedway                             | 0,500 Meilen Oval                         | Columbia, South Carolina         | Arclite 200 (1962) Sandlapper 200 (1963–1965) Columbia 200 (1964–1965) Sandlapper 200 (1967–1971) Columbia 200 (1969–1970) | 1951–1971                           | Geschlossen: 1977. |
| Greenville-Pickens Speedway                   | 0,500 Meilen Oval                         | Greenville, South Carolina       | Greenville 200 (1969–1971) Pickens 200 (1971) | 1951 1955–1956 1958–1971            | Wird weiterhin als Rennstrecke genutzt. |
| Bowman Gray Stadium                           | 0,250 Meilen Oval                         | Winston-Salem, North Carolina    | Myers Brothers Memorial (1961–1962) International 200 (1962–1963) Myers Brothers Memorial (1964–1971) | 1958–1971                           | Wird weiterhin als Rennstrecke genutzt. |
| South Boston Speedway                         | 0,400 Meilen Oval                         | South Boston, Virginia           | South Boston 400 (1963) South Boston 100 (1969) Halifax County 100 (1970–1971) | 1960–1964 1968–1971                 | Wird weiterhin als Rennstrecke genutzt. |
| New Asheville Speedway                        | 0,333 Meilen Oval                         | Asheville, North Carolina        | Asheville 300 (1966–1968) Asheville 300 (1971) | 1962–1968 1971                      | Wird weiterhin als Rennstrecke genutzt. |
| West Virginia International Speedway          | 0,438 Meilen Oval                         | Huntington, West Virginia        | Mountaineer 300 (1963) Mountaineer 500 (1964) West Virginia 300 (1970) West Virginia 500 (1971) | 1963–1964 1970–1971                 | Geschlossen: 1972. |
| Islip Speedway                                | 0,200 Meilen Oval                         | Islip, New York                  | Islip 300 (1967–1968) Islip 250 (1971) | 1964–1968 1971                      | Geschlossen: 1984 und als Fabrikgelände wiedereröffnet. |
| Smoky Mountain Raceway                        | 0,500 Meilen Oval                         | Maryville, Tennessee             | East Tennessee 200 (1966–1967) Smoky 200 (1966–1969) Maryville 300 (1969) Maryville 200 (1970–1971) East Tennessee 200 (1970) | 1965–1971                           | Wird weiterhin als Rennstrecke genutzt. |
| Middle Georgia Raceway                        | 0,548 Meilen Oval                         | Macon, Georgia                   | Speedy Morelock 200 (1966) Macon 300 (1967–1969) Middle Georgia 500 (1968) Georgia 500 (1969–1971) | 1966–1971                           | Geschlossen: 1971. |
| Kingsport Speedway                            | 0,337 Meilen Oval                         | Kingsport, Tennessee             | Kingsport 250 (1969) Kingsport 100 (1970) Kingsport 300 (1971) | 1969–1971                           | Wird weiterhin als Rennstrecke genutzt. |
| Albany-Saratoga Speedway                      | 0,362 Meilen Oval                         | Malta, New York                  | Albany-Saratoga 250 (1970–1971) | 1970–1971                           | Geschlossen: 1975; eine Veranstaltung wurde 1991 abgehalten. |
| Meyer Speedway                                | 0,500 Meilen Oval                         | Houston, Texas                   | Space City 300 (1971) | 1971                                | Geschlossen: 1979. |
| Trenton Speedway                              | 1,500 Meilen Oval                         | Trenton, New Jersey              | Northern 300 (1967–1969) Schaefer 300 (1970) Northern 300 (1971–1972) | 1958–1959 1967–1972                 | Anfangs ein 1,000-Meilen-Oval; 1969 zum 1,500-Meilen-„Peanut-Oval“ ausgebaut; 1980 geschlossen.                                                                            |
| Ontario Motor Speedway                        | 2,500 Meilen Oval                         | Ontario, Kalifornien             | Miller High Life 500 (1971–1972) Los Angeles Times 500 (1974–1980) | 1971–1972 1974–1980                 | Geschlossen: 1980; 1981 abgerissen und zum Standort für das Citizens Business Bank Arena umfunktioniert.                                                                   |
| Texas World Speedway                          | 2,000 Meilen Oval                         | College Station, Texas           | Texas 500 (1969) Texas 500 (1971–1972) Lone Star 500 (1972) Alamo 500 (1973) Texas 400 (1979) NASCAR 400 (1980–1981) | 1969 1971–1973 1979–1981            | Geschlossen: 1989; 1993 wiedereröffnet. |
| Music City Motorplex                          | 0,596 Meilen Oval                         | Nashville, Tennessee             | Nashville 500 (1961–1962) Nashville 400 (1963) Nashville 400 (1965) Nashville 400 (1967–1969) Nashville 420 (1970–1983) Music City USA 420 (1973–1980) Melling Tool 420 (1981) Cracker Barrel 420 (1982) Marty Robbins 420 (1983) Coors 420 (1984) Pepsi 420 (1984)                                             | 1958–1984                           | Wird weiterhin als Rennstrecke genutzt. |
| Riverside International Raceway               | 2,631 Meilen Straßenkurs                  | Riverside, Kalifornien           | Crown America 500 (1958) Riverside 500 (1963) Golden State 400 (1963) Motor Trend 500 (1964–1971) Falstaff 400 (1970) Golden State 400 (1971–1972) Winston Western 500 (1972–1987) Tuborg 400 (1973–1975) Riverside 400 (1976) NAPA 400 (1977–1979) Warner W. Hodgdon 400 (1980–1981) Budweiser 400 (1982–1988) | 1958 1961 1963–1988                 | Geschlossen: 1989, dann Standort für das Moreno Valley Mall; Neuerbauung als Riverside Motorsports Park geplant.                                                           |
| North Wilkesboro Speedway                     | 0,625 Meilen Oval                         | North Wilkesboro, North Carolina | Wilkes 200 (1960–1961) Gwyn Staley 400 (1962–1978) Wilkes 320 (1962) Wilkes 250 (1963) Wilkes 400 (1964–1978) Northwestern Bank 400 (1979–1985) Holly Farms 400 (1979–1996) First Union 400 (1986–1996) | 1949–1996                           | Früher Dirttrack; 1957 asphaltiert; 1996 geschlossen. 2022/23 Renovierung, 2023 Wiedereröffnung.                                                                           |
| Rockingham Speedway                           | 1,017 Meilen Oval                         | Rockingham, North Carolina       | American 500 (1965–1984) Peach Blossom 500 (1966) Carolina 500 (1967–1985) Nationwise 500 (1985–1986) GM Goodwrench 500 (1986–1995) AC Delco 500 (1987–1995) Goodwrench Service 400 (1996) AC Delco 400 (1996)                                                                                                  | 1965–2004                           | Nach Verkauf am 2. Oktober 2007 von North Carolina Speedway in Rockingham Speedway umbenannt. Dann Veranstaltungsort für Rennen der ARCA Racing Series.                    |
| Auto Club Speedway                            | 2,02 Meilen Oval                          | Fontana, Kalifornien             | Pala Casino 400 (1997–2020, 2022–2023) Pepsi Max 400 (2004–2010) Production Alliance Group 300 (1997–2020, 2022–2023) | 1997–2023                           | 2023 abgerissen |

### Xfinity Series
| Rennstrecke                       | Streckenlänge und -typ    | Standort                     | Saisons             |
| --------------------------------- | ------------------------- | ---------------------------- | ------------------- |
| Caraway Speedway                  | 0,5 Meilen, Oval          | Asheboro, North Carolina     | 1982–1983           |
| Road Atlanta                      | 2,52 Meilen, Straßenkurs  | Braselton, Georgia           | 1986–1987           |
| Louisville Motor Speedway         | 0,438 Meilen, Oval        | Louisville, Kentucky         | 1988–1989           |
| Lanier Speedway                   | 0,375 Meilen, Oval        | Gainesville, Georgia         | 1988–1992           |
| New River Valley Speedway         | 0,416 Meilen, Oval        | Dublin, Virginia             | 1988–1992           |
| Volusia County Speedway           | 0,5 Meilen, Oval          | Barberville, Florida         | 1989–1992           |
| Orange County Speedway            | 0,375 Meilen, Oval        | Rougemont, North Carolina    | 1983–1994           |
| Myrtle Beach Speedway             | 0,538 Meilen, Oval        | Myrtle Beach, South Carolina | 1988–2000           |
| Nazareth Speedway                 | 0,946 Meilen, Oval        | Nazareth, Pennsylvania       | 1988–2004           |
| Pikes Peak International Raceway  | 1 Meile, Oval             | Fountain, Colorado           | 1998–2005           |
| Autódromo Hermanos Rodríguez      | 2,518 Meilen, Straßenkurs | Mexiko-Stadt, Mexiko         | 2005–2008           |
| Milwaukee Mile                    | 1,032 Meilen, Oval        | West Allis, Wisconsin        | 1984–1985 1993–2009 |
| Memphis Motorsports Park          | 0,75 Meilen, Oval         | Memphis, Tennessee           | 1999–2009           |
| Lucas Oil Raceway at Indianapolis | 0,686 Meilen, Oval        | Indianapolis, Indiana        | 1982–2011           |

### Camping World Truck Series
| Rennstrecke                    | Streckenlänge und -typ   | Standort                 | Saisons        |
| ------------------------------ | ------------------------ | ------------------------ | -------------- |
| Saugus Speedway                | 0,333 Meilen, Oval       | Saugus, Kalifornien      | 1995           |
| Colorado National Speedway     | 0,375 Meilen, Oval       | Erie, Colorado           | 1995–1997      |
| Tucson Raceway Park            | 0,375 Meilen, Oval       | Tucson, Arizona          | 1995–1997      |
| Flemington Speedway            | 0,625 Meilen, Oval       | Flemington, New Jersey   | 1995–1998      |
| Walt Disney World Speedway     | 1 Meile, Oval            | Orlando, Florida         | 1997–1998      |
| Heartland Park Topeka          | 1,8 Meilen, Straßenkurs  | Topeka, Kansas           | 1995–1999      |
| I-70 Speedway                  | 0,5 Meilen, Oval         | Odessa, Missouri         | 1995–1999      |
| Evergreen Speedway             | 0,646 Meilen, Oval       | Monroe, Washington       | 1995–2000      |
| Portland International Raceway | 1,95 Meilen, Straßenkurs | Portland, Oregon         | 1999–2000      |
| Chicago Motor Speedway         | 1,029 Meilen, Oval       | Cicero, Illinois         | 2000–2001      |
| Mesa Marin Raceway             | 0,5 Meilen, Oval         | Bakersfield, Kalifornien | 1995–2001 2003 |
| Mansfield Motorsports Park     | 0,44 Meilen, Oval        | Mansfield, Ohio          | 2004–2008      |
| Memphis Motorsports Park       | 0,75 Meilen, Oval        | Memphis, Tennessee       | 1998–2009      |

### Weitere Strecken
| Rennstrecke                        | Streckenlänge und -typ  | Standort              | Saisons   | Anmerkung |
| ---------------------------------- | ----------------------- | --------------------- | --------- | --- |
| Calder Park Thunderdome            | 1,12 Meilen, Oval       | Melbourne, Australien | 1988      | Die Rennen waren als Spezialevents angelegt, ebenso trugen die Ergebnisse nicht zum Meisterschaftsstand bei. |
| Suzuka International Racing Course | 1,4 Meilen, Straßenkurs | Suzuka, Japan         | 1996–1997 | Die Rennen waren als Spezialevents angelegt, ebenso trugen die Ergebnisse nicht zum Meisterschaftsstand bei. |
| Twin Ring Motegi                   | 1,549 Meilen, Oval      | Motegi, Japan         | 1998      | Die Rennen waren als Spezialevents angelegt, ebenso trugen die Ergebnisse nicht zum Meisterschaftsstand bei. |